# 日本の餃子

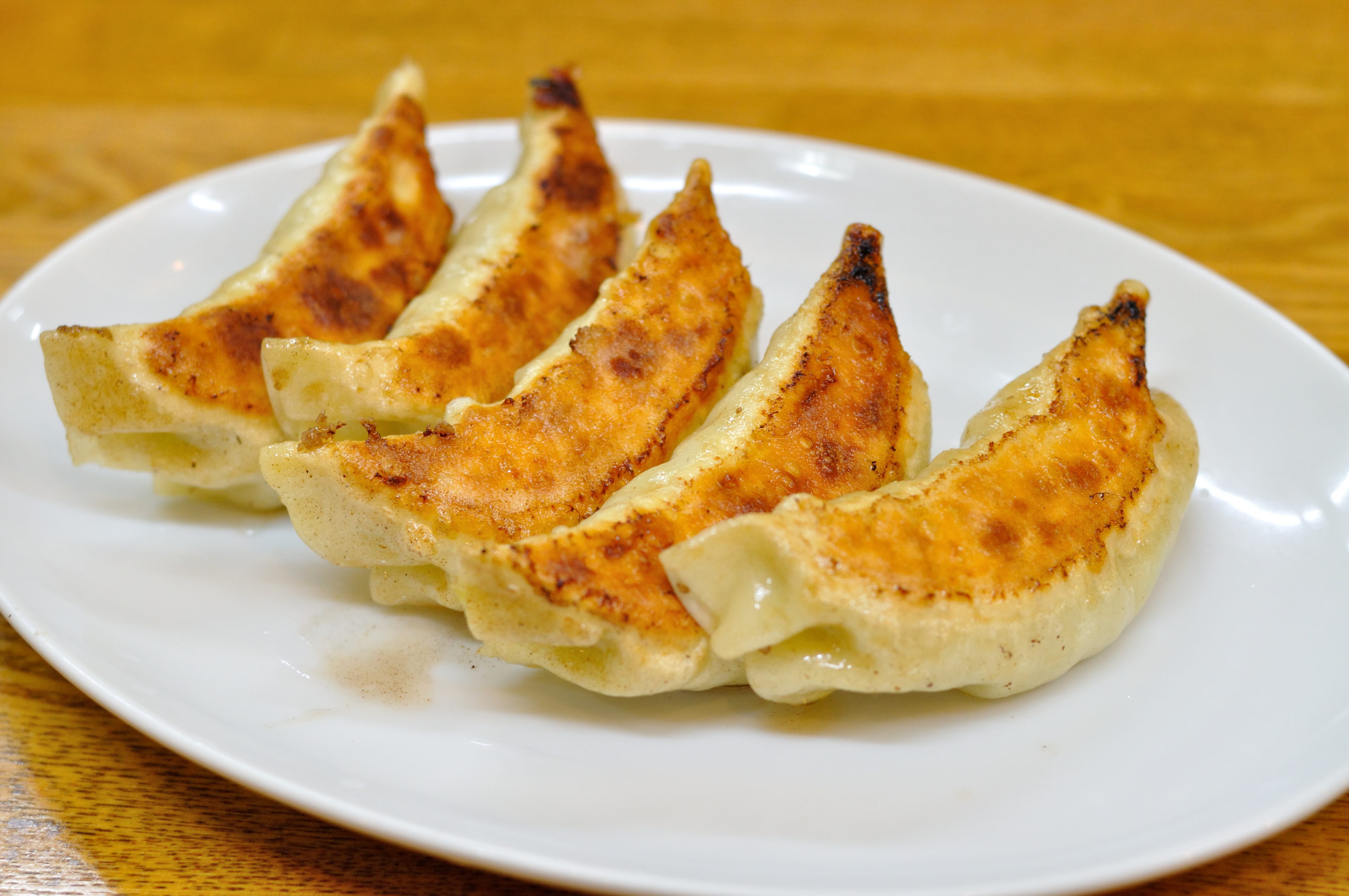
日本の「焼き餃子」の一例
（宇都宮餃子）

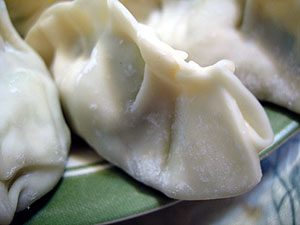
生の餃子

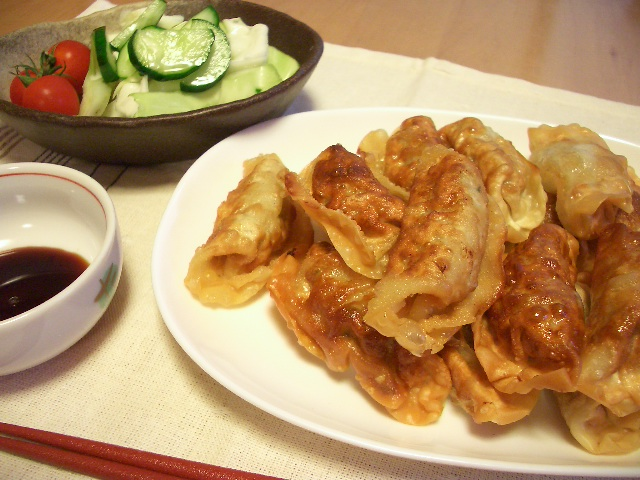
家庭料理として出された揚げ餃子

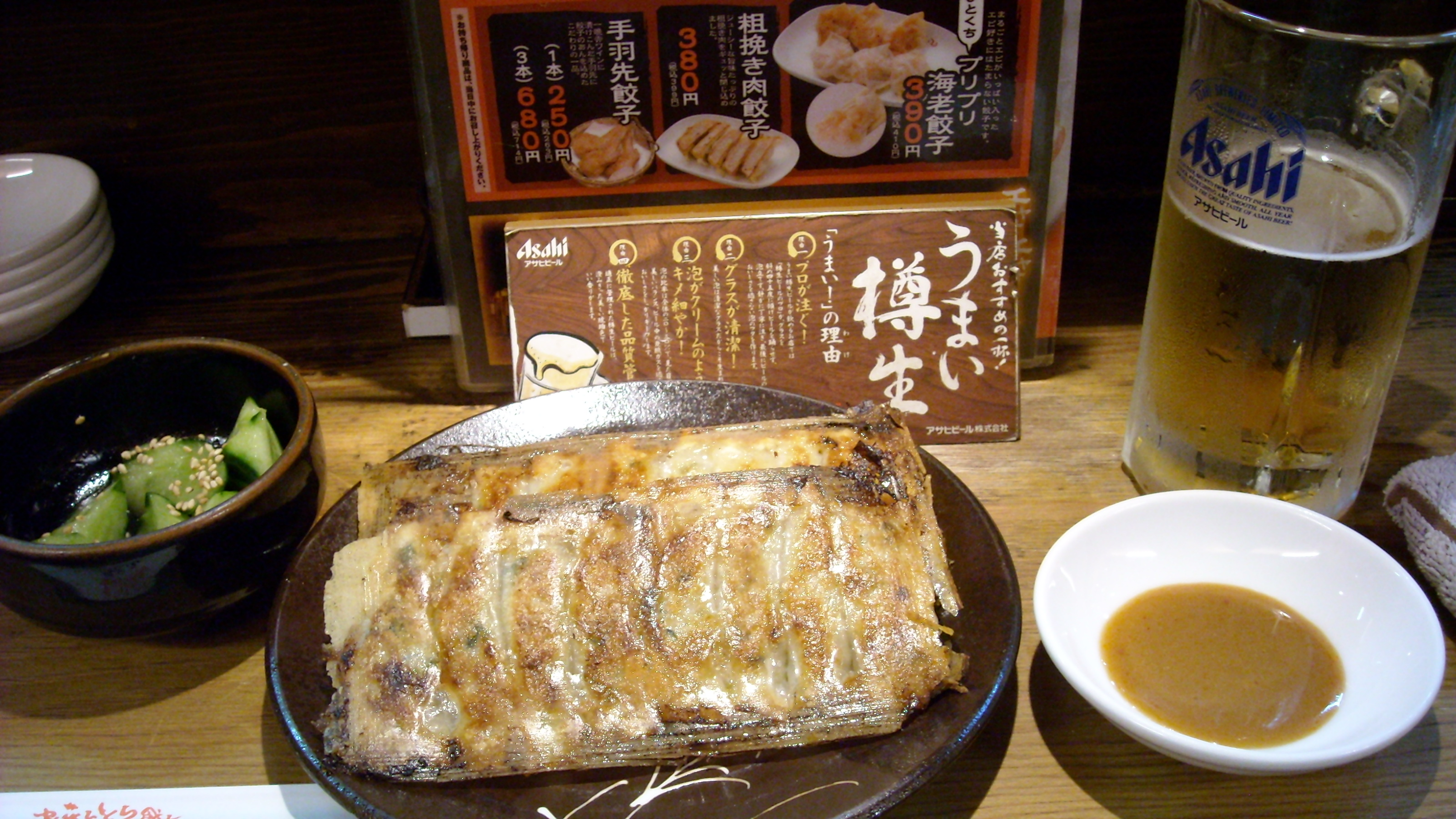
日本で餃子を提供している店では、ビールやチューハイを飲みつつ肴として焼き餃子を食べる（つまり米飯無し）光景も日常的である。

日本の餃子（にほんのぎょうざ）では、日本で独自に変化を遂げた餃子（日本式中華料理）について述べる。

## 概要
日本の餃子は、焼き餃子が主流である（中国では水餃子 ＝ 茹でたものが主流）。用いる具材、調理法も中国で主流のものと異なる。
かつては皮も含めて家庭で材料から作ることが多かったとされるが、現在ではスーパーマーケットなどで市販されている皮を購入し、具材を作って包むという方法をとる家庭が多い。具を皮に包んだ状態の冷凍食品・チルド食品も多くの種類が製造販売されている。各種飲食店のサイドメニューとしても広く扱われており、焼き上がった餃子や調理前の生の餃子を持ち帰り用に販売している店もある。

## 特徴
日本の餃子は薄目の皮を使い、豚挽肉、キャベツ、ニンニク、ニラを入れるのがポピュラーである。中国の東北部を除く西の餃子ではキャベツではなく白菜を使いニンニクを入れることはない点で異なっている。中国東北部（満洲）では豚が育ちにくく羊肉が主であり、日本に餃子が伝わった当時も満洲の製法どおり羊肉を使用していた（羊肉の臭みを取る為にニンニクを用いたとの説もある）。豚肉がメインで使用されるようになってからも餃子と相性の良いニンニクが好まれたため今日も多く使用されている。
さらに日本では出来上がった餃子を「焼き目」の側を上にして皿に盛る、という独自性がある（但しこれは、近年になってからの話〔「餃子の王将」が香ばしそうな焼き色を客に見せつける為に始めたという説あり〕。中国では、餃子の「上下」は、あくまで皮と皮をくっつけた側が「上」と考える。中国人が日本の餃子を見ると「ひっくり返っている」と見える）。

### 種類
焼き餃子が殆どだが、揚げ餃子なども好まれている。春巻きに似た形で鉄板焼きにしたものを棒餃子（ぼうギョウザ）または焼き棒餃子（やきぼうギョウザ）と称したり、特に日本で広まった鉄鍋で焼く餃子を鉄鍋餃子（てつなべギョウザ）と称したりして出す店がある。また鶏の手羽先に具を詰めて揚げたものは、手羽先餃子と呼ぶ。

### 調理方法
店舗では、焼く面が平らで長方形の餃子専用の道具（中国では見かけられない道具）が用いられる。それに餃子が並べられ、（専用道具併設の水道蛇口から）水が加えられ、工程の前半で蓋がされ、まずは「蒸し焼き」状態にされる。後半で蓋が開けられ、水蒸気を飛ばしつつ、焼き目をしっかりつける。
家庭での調理もほぼ同様で、（店舗のような専用道具が無いので）一般的には、底面が平らで円形のフライパンに餃子を並べ、適量の水を加え、蓋をし、適度に「蒸し焼き」にし、次に蓋を取り、水蒸気を飛ばし、適度な焦げ目をつける（最近の冷凍食品では「焼く時に水を加えなくてもよい（しかも羽根つき）」ということをセールスポイントにするものも登場した）。因みに「羽根付き餃子」の発祥は比較的近年で、1980年代の東京・蒲田である。
なお、冷凍食品の餃子はメーカーによって調理方法が異なり、油不要（鉄製鍋などこびりつきやすい材質を除く）で蒸し焼きの工程で加水の必要がなかったり、蓋をせずに蒸し焼きにするなどがあるため調理する際は説明書を見てから調理するとよい。

### 食べ方・タレ
大まかな傾向ではあるが、東日本では醤油と酢を使って自分好みの配分で酢醤油を作ってタレとし、西日本で飲食店独自に配合された餃子のツケダレが用意されていることが多い。西日本のツケダレも、ポン酢醤油のような柑橘系の香りのするタレ、たまり醤油を使ったコクのあるタレ、出汁醤油を用いた旨味を強く感じるタレ、ラー油や唐辛子を混ぜて最初から辛味を付けているツケダレなど様々なものがある。
従って、東日本では醤油と酢の配分の「黄金比」について話題になりやすく、西日本ではどこの店のツケダレが好みかという話題になりやすい。
変わったところだと、神戸市では餃子に味噌ダレを付けて食べることが普及しているが、その味噌も店ごとに八丁味噌がベースだったり、白味噌がベースだったりと個性がある。
広島市では、調合済みのツケダレに小口切りした観音ネギを多量に入れてネギダレにし、餃子に乗せるようにして一緒に食べる。久留米市ではニラが使われる。
他にも、酢にコショウを振り入れ混ぜた「酢コショウ」も用いられる。元は東京都の中華料理店「赤坂珉珉」が同店の名物である餃子を話題にしたいと考案した物で、その後各種メディアに取り上げられるようになってから一定の支持を集めるようになっている。

## 歴史・状況
日本国内で初めて餃子を食べた人物は江戸時代の徳川光圀とされており、明末清初の動乱で日本へ亡命していた朱舜水が伝えたという。明治時代までにも餃子を出す中華料理店は存在し、料理書でも作り方は紹介されている。一例として1909年刊行の『四季包丁和洋素人料理法』に餃子が掲載されているが「餃子」のフリガナは「かうづら」である。『家庭鶏肉鶏卵料理 附支那料理』（赤堀峯吉、1924年、大倉書店）には「鶏肉のゆで饅頭」として鶏肉餃子が掲載されている。
当時の日本における中華料理界では知識、実技ともに第一人者と呼べる人物である山田政平が記した『素人に出来る支那料理』（1926年、婦人之友社）には水餃子、蒸し餃子、鍋烙餃子（焼き餃子）の3つが掲載されている。また、この頃は餃子と焼売の区別があいまいであり、蒸し餃子のような見た目の料理が焼売としてレシピ本に紹介されていることも多い。
宇都宮、福島、浜松などでは、「焼き餃子は第二次世界大戦後で、関東軍や満蒙開拓団などの引揚者によって考案された」とする資料も存在するが、上述のように焼き餃子そのものは日本でも戦前から存在している他、中国大陸においても水餃子や蒸し餃子が主流であるとはいえ、焼き餃子も食べられている。
また、第二次世界大戦中、大戦前のレシピ本では皮の作り方:餡の作り方:包み方の記載分量比率はおよそ6:2:1であり、餃子作りとは皮作りであったと言うことができ、この傾向は戦後もしばらく続く。
日本で焼き餃子が主流になったのは、日本の食生活である米を主食とする食形態に合わせて変化したためと考えられる。中国大陸では主食と副食が混在した食形態から皮の厚い餃子が好まれていた。対して、日本では主食であるご飯のおかずとして薄皮の餃子が好まれた。また、水餃子はダシ汁ではなく白湯で茹でることから日本の食事で言うところの汁物には適せず、焼き餃子のよりおかず向きだとして普及したものと考えられる。
以降、大衆的な日本人向けの中華料理店やラーメン店、また餃子専門店、スーパーマーケットやデパートの惣菜コーナーなどで広く扱われ、家庭の手軽な惣菜として定着している。
日本で初めて工場で作った生の餃子を販売したのは株式会社紀文食品。現在は、多数の食品会社や餃子店がチルド食品や冷凍食品として各種餃子を販売している。
冷凍餃子のシェアでは、2012年時点で味の素冷凍食品が9年連続でシェア1位で、家庭用国内シェアは47%（店頭市場ベース）と、圧倒的な「独り勝ち」の状態で、その時点でシェア2位は、「大阪王将」を前面に打ち出したイートアンド社製である。その後、1位の味の素冷凍食品はさらにシェアを伸ばし、50%を超えた。2014年に、冷凍餃子市場は前年比8.4%の増加で、388億円。シェア2位に付けるイートアンド社も「羽根つき餃子」の投入と認知の拡大という方法で、市場シェアの30%をわずかに超えるまで伸ばした。
地域によっては、軽トラックに専用の鉄板を積んで売り歩く姿も見られる。売り歩く際は、「ぎょうざーぎょうざー」といった独特の節回しで呼びかけるのが定番。

### 名称
第二次世界大戦以前の中華料理（当時は支那料理と呼んだ）の本の記載では、「餃子」の読みは「ギョウザ」ではなく、日本語の料理名を付けていることもある。例えば、1927年の『家庭でできるおいしい支那料理』は、「餃子」（チャオツ、メリケン粉に包んだもの）、1935年の『支那料理』は「水餃子」（スイキョウズ、肉の包み茹で）、1940年の『お鍋一つで出来る支那料理と支那菓子の作方』は「餃子」（チャオツ）としている。

## 日本の餃子の具
- 豚肉（主流は豚だが、鶏肉を合わせることもある）
- キャベツ
- ニンニク
- ニラ
- ハクサイ

## 日本の餃子店
主な外食チェーン店には「餃子の王将」・「大阪王将」・「珉珉」・「ホワイト餃子店」・「ぎょうざの満洲」・「紅虎餃子房」などがある。
たとえば、北海道のチェーン店「みよしの」は、一般的な生地（皮）ではなくチルドタイプの餃子を調理し、提供する店舗である。「珉珉」では、国産の具材をベースに餃子を作っていることを宣言している。
餃子に関するフードテーマパークも存在しており、東京・池袋の「ナンジャ餃子スタジアム」（ナムコ・ナンジャタウン内）や、かつては大阪・梅田に同じくナムコによる「浪花餃子スタジアム」があった（2010年1月閉店）。
2020年頃から、冷凍餃子の無人販売店が店舗数を増やしている。「餃子の雪松」が全国に店舗を展開するほか、「ふくちぁん餃子」（大阪府大東市）、「八幡餃子」（栃木県宇都宮市）など各地で小規模チェーンが相次いで出店している。

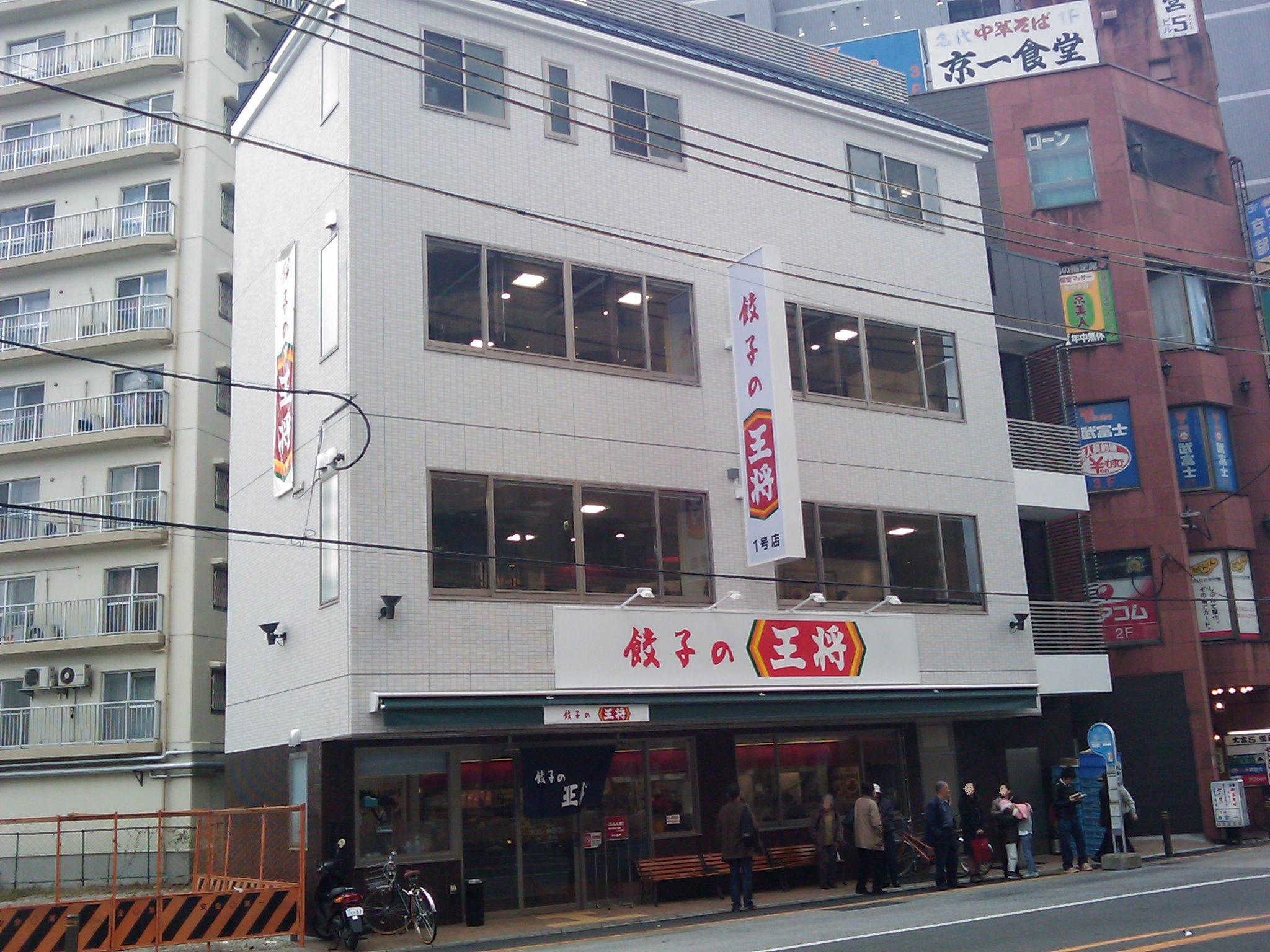
餃子の王将 四条大宮店
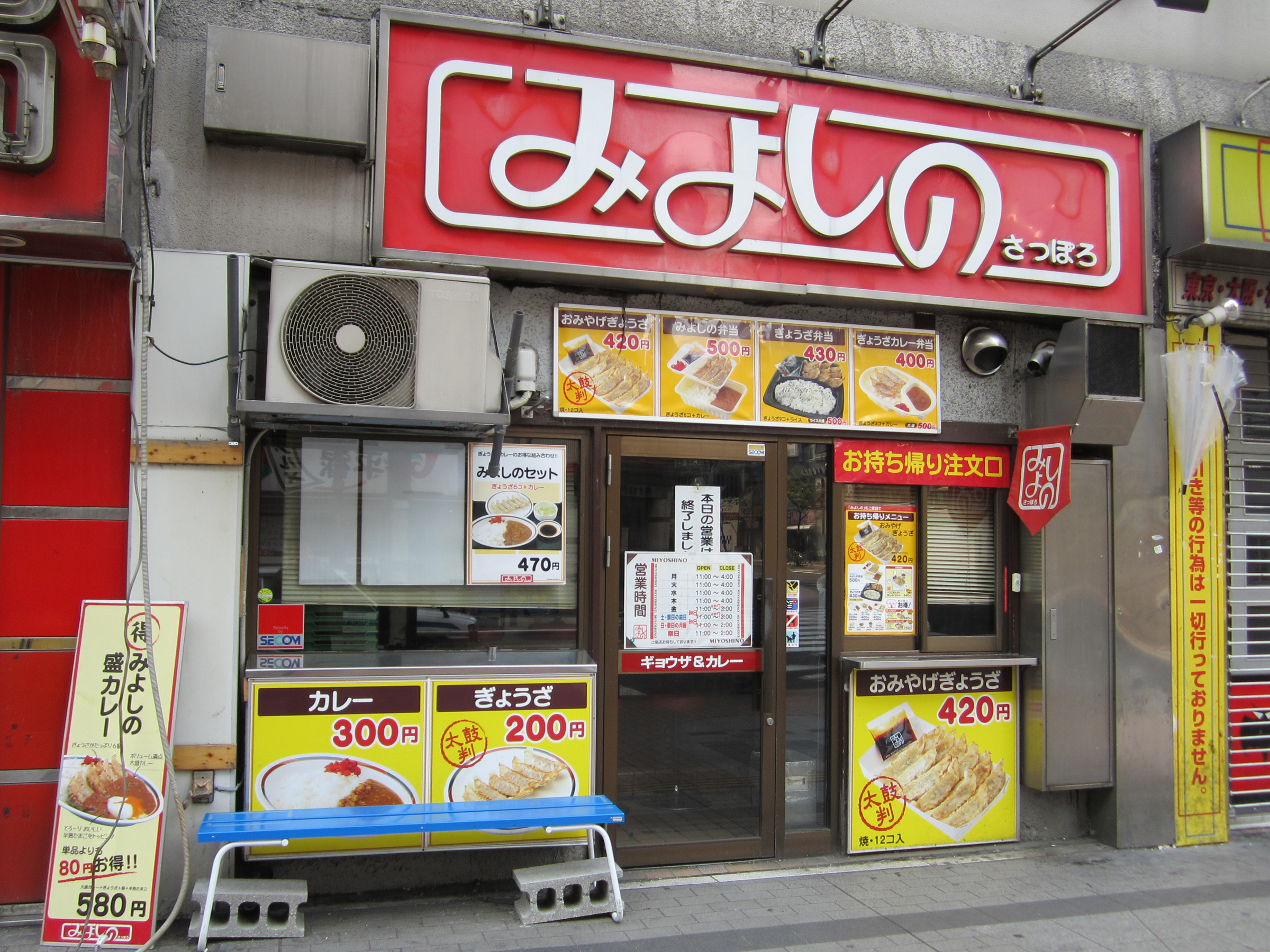
みよしの 日劇店
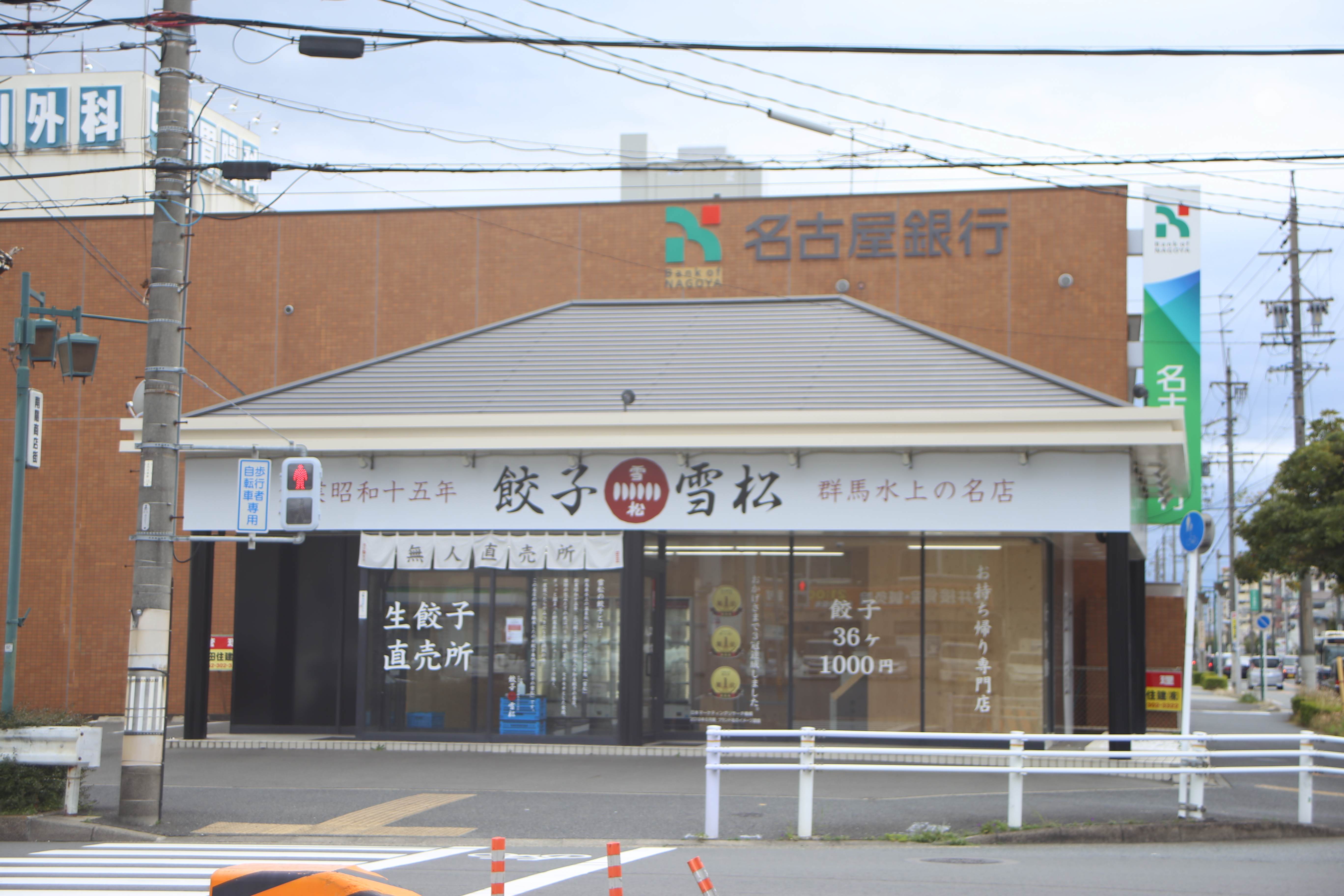
餃子の雪松 名古屋港店
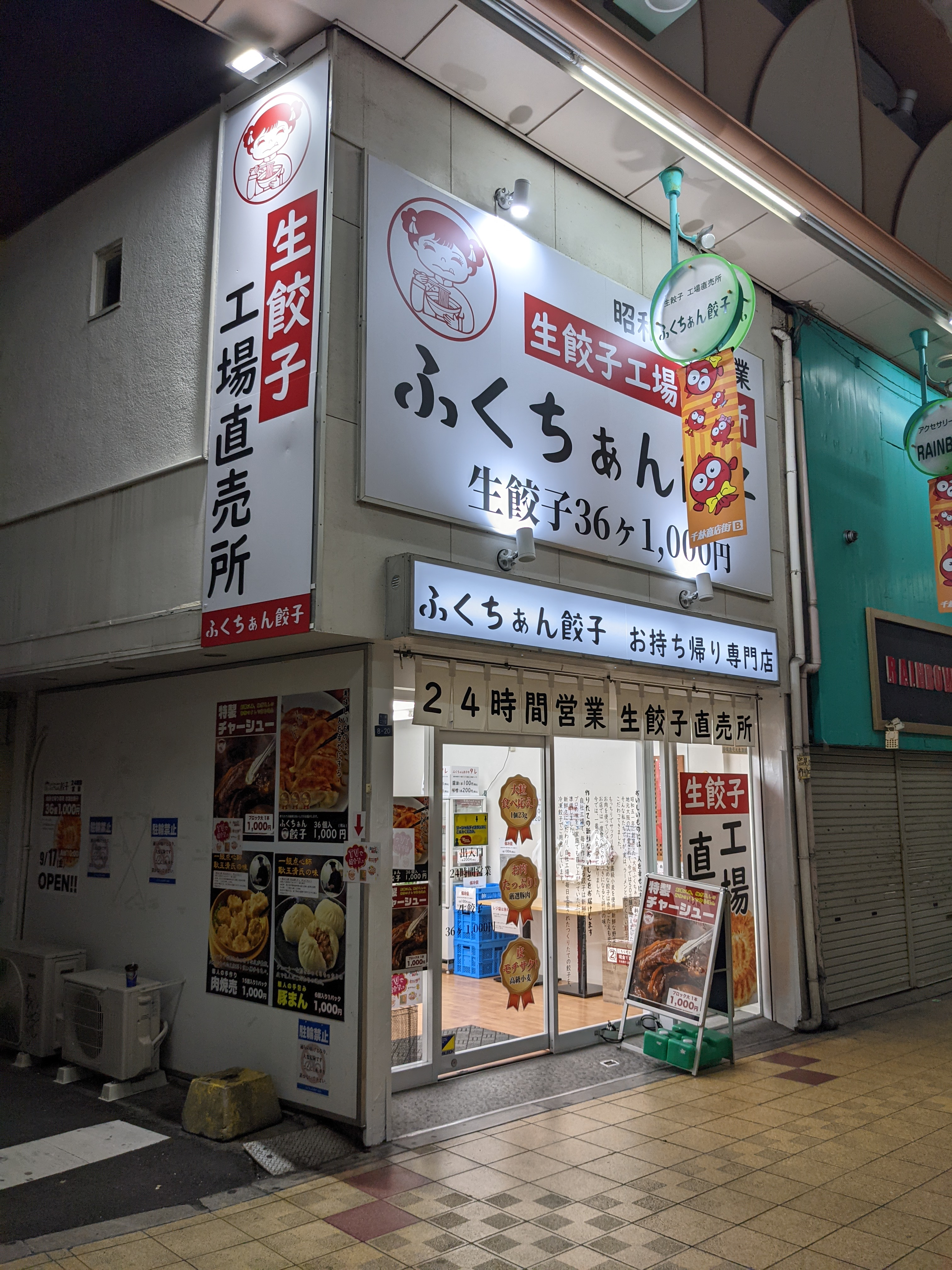
ふくちぁん餃子 千林店

## 餃子の街
日本の総務省が毎月公表する家計調査において、自治体ごとの1世帯（2人以上）当たりの餃子の年間支出額の比較で餃子の街を競い合っている。
栃木県宇都宮市と静岡県浜松市の両市は、年間支出額においてトップ争いが繰り広げられており、餃子の街として知られる。
2021年-2022年は宮崎県宮崎市が、2023年-2024年は浜松市がトップになり、 浜松市・宮崎市・宇都宮市で地域振興を競っている。

### 宇都宮市

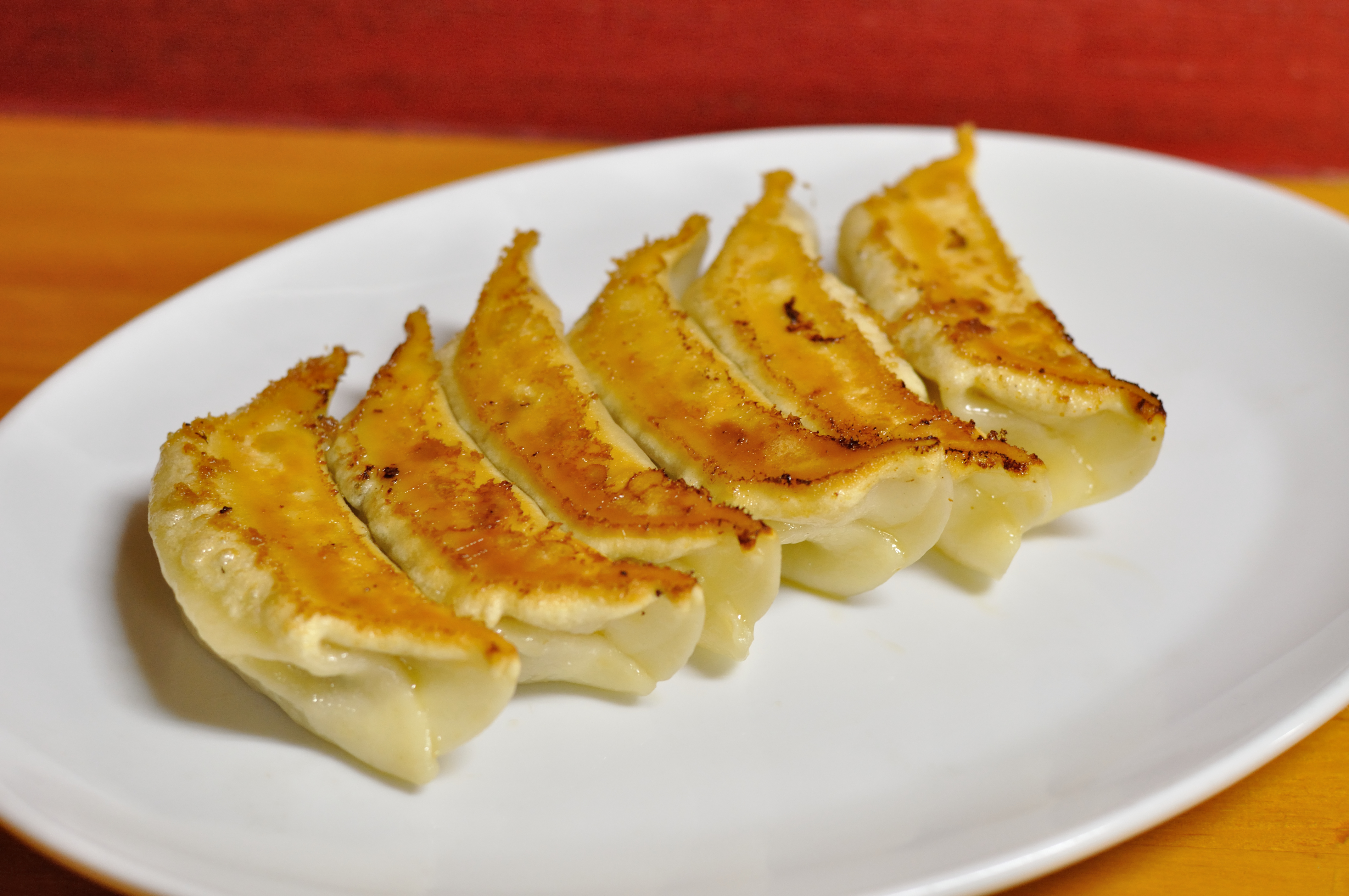
宇都宮餃子

餃子像（JR宇都宮駅東口広場）

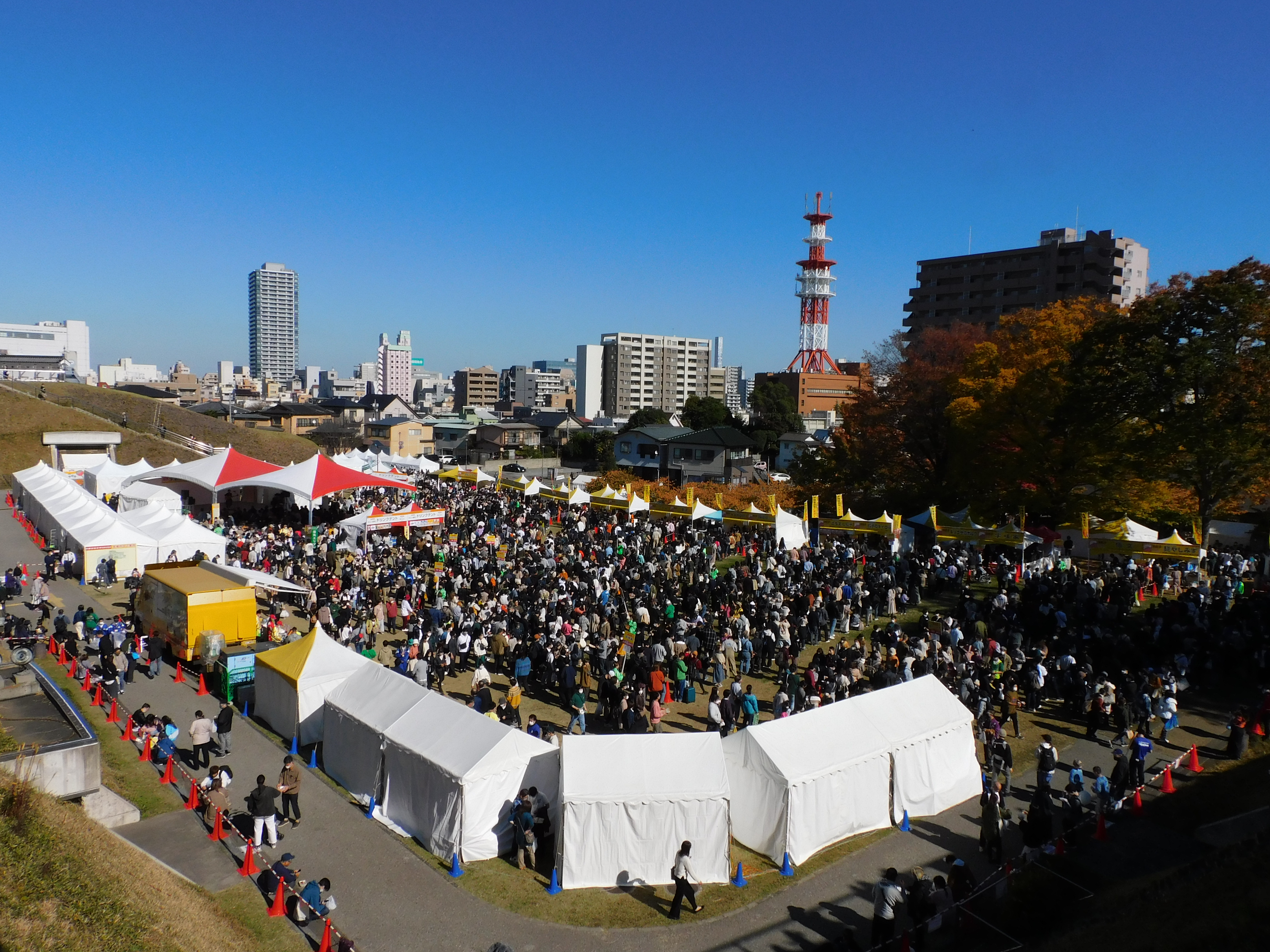
餃子祭り

栃木県宇都宮市は「餃子の街」としても知られている。

#### 歴史
宇都宮市の餃子は、戦時中、補充担任を宇都宮師管とする大日本帝国陸軍第14師団が、1940年（昭和15年）8月以降、満洲国を衛戍地としたことに始まり、宇都宮や周辺地域出身の軍人や移住者等が、戦後に満洲国から引き揚げてきた際、満洲餃子の製法を持ち込み、広めたのが始まりである。
現在、宇都宮市内には餃子専門店と餃子を扱う料理店が合わせて約300軒あり、一般的な販売価格は1人前200 - 300円程度と低廉で学生でも間食代わりに食べることが出来る価格帯である。タレは酢だけで食するのが宇都宮スタイルといわれることもあるが、水餃子、揚餃子、焼餃子、スープ餃子など、店舗により様々な食べ方が存在する。一方水餃子については、ほとんどの店が茹で上げたあと、湯もしくはスープを張った丼に入れて提供している。客は各々丼に好きな調味料（ラー油、醤油、胡椒など）を入れてスープの味を調整して食べる。宇都宮駅周辺に餃子店が立ち並び、宇都宮餃子の老舗店として「みんみん」や「正嗣」などがある。
1990年（平成2年）、前年に発生した大谷石採掘場での落盤事故をきっかけに観光客が激減し、大谷に代わる町興しに繋げられるキーワードを探していた宇都宮市観光課の職員が、総務庁統計局の『家計調査年報』において、1987年（昭和62年）の調査開始以降「餃子購入額」で同市が常に上位に挙がっていることに注目し、餃子による町興しを提案したのがきっかけで、観光PRに力を入れてきた。
1991年（平成3年）には、業者団体として「宇都宮餃子会」が発足し、行政と民間で協力して様々な企画を仕掛けたことが功を奏し、かつて国際観光都市「日光・鬼怒川温泉」や那須への通過点だった宇都宮が、餃子という大きな観光資源を得ることに成功した。任意団体として発足した宇都宮餃子会は2001年（平成13年）に協同組合となり、登録商標「宇都宮餃子」の管理や組合直営店「来らっせ」3店舗（宇都宮2店、東京1店）の運営管理なども行っており、2019年（令和元年）現在の組合加盟店舗数は90軒を超えている。こうした市内の餃子専門店の中には、市外に支店を出店する店舗もあり、餃子ブームは、栃木県内各地への広がっている。
またJR宇都宮駅東口広場には、1993年に市とテレビ東京の山田邦子司会の番組『おまかせ!山田商会』とタイアップしPR作戦を行った際、現代美術家の西松鉱二がデザインし、地元産出の大谷石業者によって無償で制作されたオブジェ「餃子像」が設置されていた。ビーナスが餃子の皮に包まれた姿を表現したユニークなもので、観光客の人気撮影スポットとなっている。駅前東口整備工事のため2008年10月6日午前、駅西口バスターミナルへ仮移転させる作業中に不手際から転倒、脚と胴体部分が割れてしまった。落下させた業者の負担で割れた石の間にボルトを通し、セラミックボンドで接着させるなどの修復作業を行うとともに、苔の生えた表面全体を薄く削った。修復された餃子像は同月中には西口バスターミナル前への移転設置が完了し、式典には山田邦子も呼ばれた。
同時に、国鉄の駅構内販売機関がその沿革の中で「宇都宮駅が駅弁発祥の地」としていたことに因み、「宇都宮餃子駅弁」が企画され、現在も地元業者が数量限定で販売している。また宇都宮駅ホームの立ち喰いそば屋「野州そば」には「餃子そば」というメニューがあった。
また、2005年（平成17年）3月に廃止され、翌2006年（平成18年）の同月に閉場となった宇都宮競馬場には、赤字経営だった同競馬場を支援する目的で冠レース「宇都宮餃子会長賞」（廃止直前は「宇都宮餃子会長賞リーディングジョッキー賞典」）が開催されていた。
宇都宮餃子会を中心とする市民手作りのイベント「宇都宮餃子祭り」が毎年11月初旬の土日に開催される。定例化している。協賛餃子店（みんみん、シンフー、青源など）が市街で屋台を開き、餃子1人前1皿100円（2022年から200円）の餃子が振る舞われ、また宇都宮はジャズの街でもあることから、街角の特設会場では同日にジャズ演奏が行われ、その中で一般市民や観光客が餃子を食べる。
2000年代後期、静岡県浜松市が独自調査結果から「餃子消費量日本一都市」を宣言して報道されていたが、2007年（平成19年）4月に浜松市が政令指定都市となって総務省統計局『家計調査年報』」の調査対象となった結果、2009年（平成21年）の同調査で宇都宮市と浜松市の年間餃子消費量は他の都道府県庁所在都市および全政令指定都市中で抜きん出て多く、ほぼ同等の結果となった（宇都宮市4,187円、浜松市4,137円。以下、鹿児島市2,764円、千葉市2,673円、京都市2,662円、前橋市2,635円等。全国市町村の平均は2,055円。）。2011年分の調査では、東日本大震災の影響で浜松市に抜かれ、2位に陥落した。
2018年（平成30年）には、餃子店が5店集まる市内の通りを「餃子通り」と名付け、観光振興を図っている。

### 浜松市

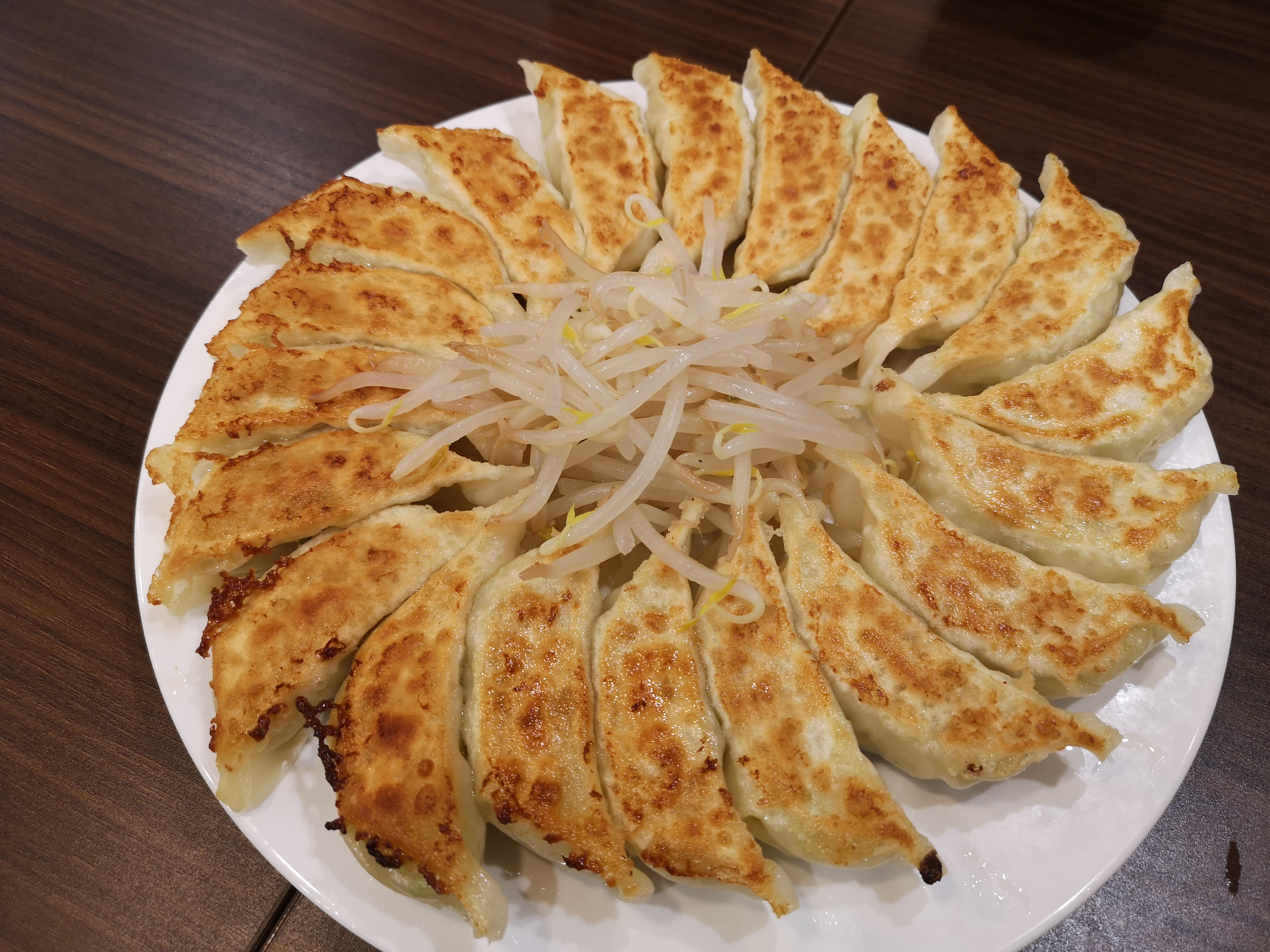
「石松」の浜松餃子。丸く並べて中央にもやしを載せるスタイルを考案。

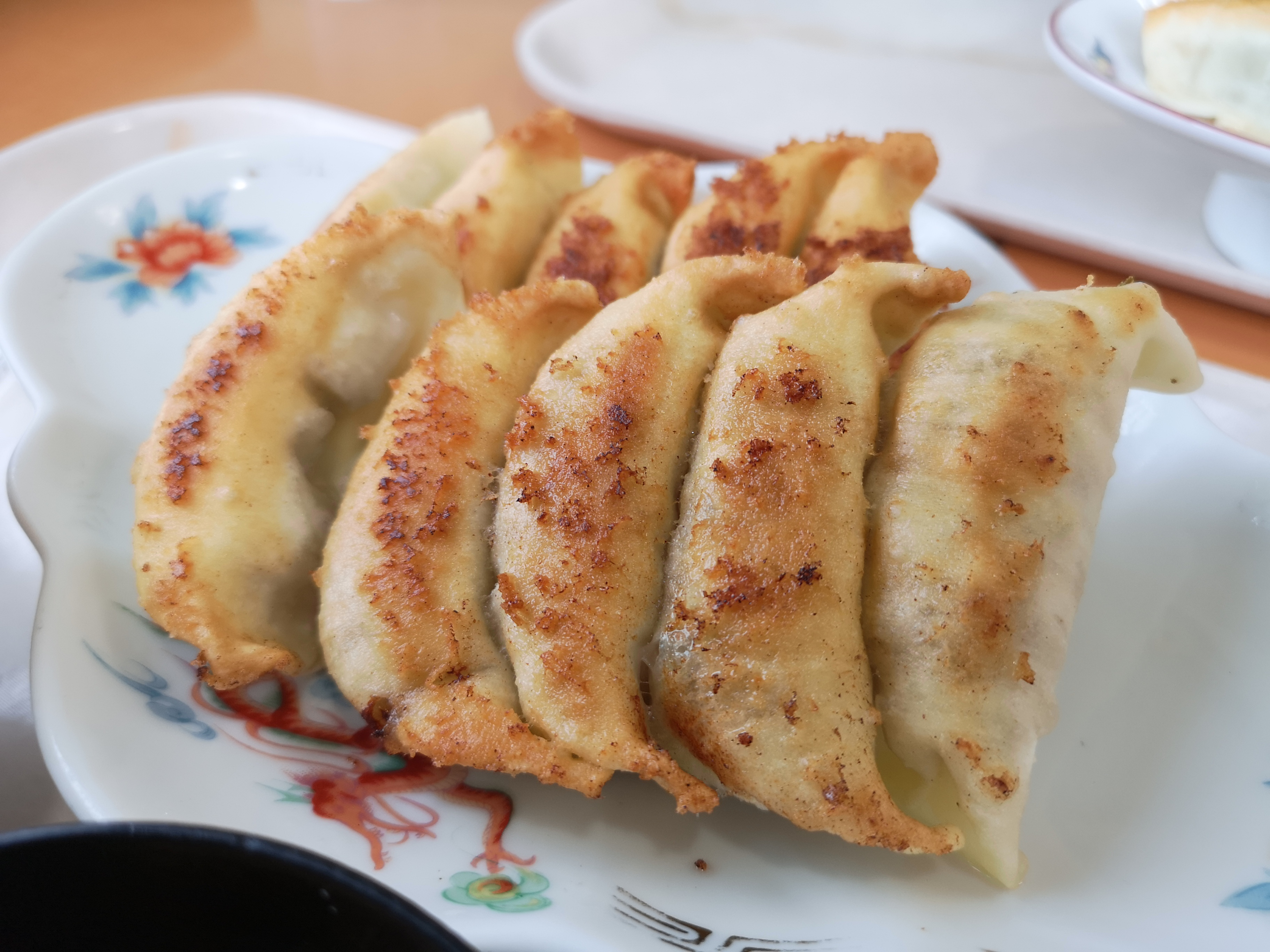
「福みつ」の浜松餃子。一般的な日本の餃子と比べ、皮が厚い。

静岡県浜松市は餃子専門店が約80軒あり、餃子をメニューとして出す飲食店を含めると300軒以上ある。キャベツをたっぷりと使った甘味が特色で、薄い塩味で軽く茹でたモヤシを添える独特のスタイルを持つ。

#### 代表的な店舗
石松餃子
現在2代目の石松餃子では、飼料に麦を混ぜて育てた遠州麦ブタを使い、キャベツも季節によって仕入れ先を変えるなどして具材に拘っている。また、餃子の上に乗っているもやしは、石松餃子（現在2代目）の先代が、屋台時代に家庭用のフライパンを使って、餃子を丸く並べて焼く時に出来た中央の空間に、店のサービスで茹でたモヤシを添えた事が始まりである。もやしを添えることで脂っこさが和らぎ多くの餃子を食べることができる特徴もある。
福みつ
福みつは、浜松駅から徒歩約25分ほどの場所にあり、焼きたての餃子が人気である。サイドメニューのキムチも人気があり、追加で注文している客もいるほどで、店内の冷蔵庫にお土産用キムチが販売されている。
喜慕里（きぼり）
店名は、”喜んで慕ってもらえる里のような店に”という思いをこめられている。ニンニク控え目のあっさりとした餃子が特徴。
五味八珍
静岡県内を中心に直営41店舗、フランチャイズ7店舗の合計48店舗を展開するチェーン店で、餃子には国産のキャベツ・豚肉が使用されている。

#### 歴史
終戦後、石松餃子（先代が森の石松の故郷と言われる森町出身）が、浜松駅の近くで出店屋台を開いており、その時に満洲などで餃子製法を会得した復員兵から餃子を食べたいと言われ、レシピを聞きながら作ったのが浜松餃子の発祥と言われているが、実は同市に於ける焼き餃子の歴史は古く、戦前より在市の中国人が中華料理の一品として、既に焼き餃子を提供していた事がわかっている。このような歴史により、浜松市内の餃子専門店では前記のように茹でモヤシを添えること、酢醤油などではなく店ごとに秘伝のタレを使用すること、餃子以外のメニューを最小限にとどめていることが一般的となっているが例外もある。浜松市民は餃子で一食とすることが多く、一回の食事を数十個の餃子だけで済ませることが多い。
当時、総務省『家計調査年報』では浜松市は統計発表の対象外だったため、一世帯当たりの餃子の年間支出金額は不明とされていた。『家計調査年報』とは調査方法は異なるものの、2006年（平成18年）の浜松市役所の調査では、一世帯当たりの餃子の年間消費量は栃木県宇都宮市の約4倍、年間消費金額は1万9403円としていた。その後、政令指定都市となり公式に総務省家計調査の公表対象都市となり、2010年（平成22年）に宇都宮市の消費額とほぼ同等の結果であったことが分かった。マスコットキャラクターとして「ちゃお」を擁する。2011年には支出額調査でギョーザ支出額で宇都宮市を抜き年間首位となったが、東日本大震災で宇都宮市の消費が落ち込んだ影響もあり手放しでは喜べないとした。

### 宮崎市
宮崎県宮崎市では、毎月3日を「ギョーザの日」と定めている。総務省『家計調査』2020年上半期で、1世帯当たり購入額が1917円で1位となり、浜松市と宇都宮市を上回った。2022年2月8日に同省が発表した2021年の家計調査でも餃子の年間支出金額が4184円となり、宇都宮市や浜松市を抑えて、初めて1位になった事が明らかになった。餃子を含めた持ち帰り食が元々盛んだったところに、新型コロナウイルス感染症による外食自粛が金額を押し上げた要因とみられる。宮崎市はこれまでも3位以内になったことがあり、観光に生かすため、2020年には「宮崎市ぎょうざ協議会」が発足した。

## ご当地餃子
日本各地に焼き餃子、水餃子、揚げ餃子など、個性豊かな「ご当地餃子」があり、それらを集めた「ご当地餃子フェス」とでも言うイベントが開催されている。